# Chikeluba Ofoedu
Chikeluba Francis "Chico" Ofoedu (sinh ngày 12 tháng 11 năm 1992) là một tiền đạo bóng đá thi đấu cho Eskişehirspor.

## Sự nghiệp câu lạc bộ
Trước khi gia nhập 1461 Trabzon, Ofoedu ghi 11 bàn ở Giải bóng đá ngoại hạng Nigeria Enugu Rangers in the 2012 season.
Mùa hè năm 2013, anh ký hợp đồng với Karşıyaka.